# Gauthier (Ontario)
Pour les articles homonymes, voir Gauthier.
Gauthier est une municipalité cantonale de l'Ontario située dans le district de Timiskaming, près de la frontière avec le Québec à l'est de Kirkland Lake.
Au recensement de la population de 2011, la population totale de Gauthier s'élève à 123 habitants. 